# Business Process Management
Pour les articles homonymes, voir BPM.
 (septembre 2016).
Améliorez-le ou discutez des points à vérifier. 
Le Business Process Management (BPM), ou Gestion des Processus Métiers, permet d’avoir une vue d’ensemble de processus métiers de l’organisation et de leurs interactions pour les optimiser et les automatiser autant que possible. Pour ce faire, il faut analyser le fonctionnement réel de l'entreprise afin de le modéliser informatiquement, par exemple avec le formalisme BPMN et les outils associés. Dans une deuxième étape, les processus automatisés, même partiellement, font l'objet d'un monitoring (Cf. Business Activity Monitoring) qui permet d'identifier les restructurations à entreprendre.
Les objectifs du BPM sont d‘apporter à l’organisation une valeur supplémentaire en améliorant sa performance, sa productivité et une qualité du service au client. De ce fait, le BPM rend les organisations plus efficientes selon les promoteurs de ses outils.  

## Histoire
En 1880 Frédéric Winslow Taylor met en application la gestion scientifique  pour l’amélioration des processus. En 1967, S. Williams parle de la modélisation des processus métiers. En 1980, l’ère des méthodologies et de la gestion des flux de document, Ted Smith et Ed Miller, les fondateurs de Filenet, utilisent le workflow pour décrire leur logiciel d’automatisation des processus métiers.  David Mc Coy du Gartner Group qui énonce le Business Process Management en 2002.

## Étapes
Le management par les processus a pour objectif de s’assurer qu'une structure mobilise toute son énergie pour réaliser ses orientations stratégiques . La démarche processus se déroule en plusieurs étapes :
- Formalisation des objectifs de l’entreprise ;
- Identification des  processus contribuant à la création de valeur de l’entreprise ;
- Établissement d’un lien entre la performance de cette chaîne de valeur et la performance de l’entreprise ;
- Identification  des ressources déployées pour atteindre le niveau de performance requis et mesurer l’efficience[10] de l’entreprise ;
- Mise en évidence des axes d’amélioration de la performance pour les différents processus ;
- Mise  en évidence de l’aptitude de l’entreprise à gérer ses connaissances et à tirer profit de la richesse de son capital humain ;
- Mise en exergue de la possibilité pour l’entreprise de maîtriser ses activités avec le niveau de sécurité recherché et le dispositif de contrôle interne adapté ;
- Amélioration continue de la performance.

Le BPM doit offrir aux organisations la possibilité d’accroitre leur productivité, de saisir plus vite des opportunités sur le marché et d’être plus agile et flexible afin de mieux faire face à l’instabilité de l’environnement.

## Fonctionnement

### Conception
Cette phase permet d'identifier les processus existants, puis de concevoir les processus futurs. L’un des objectifs de cette étape est de s'assurer de la préparation efficace de la conception théorique en tenant compte des processus existants dans l’organisation. Toutefois, le processus actuel et la conception des nouveaux processus devront se synchroniser et ne pas conduire à des incohérences.
La phase de conception doit permettre la définition des activités et règles métiers associées, la détermination du  coût du processus pour chacune des activités et la simulation du processus pour effectuer un premier niveau d'optimisation. Cette première étape du cycle de vie du BPM  nécessite une maitrise du processus et un échange avec les acteurs pour rechercher la meilleure version du processus.

### Modélisation
La modélisation du processus métier consiste à représenter graphiquement le modèle le plus proche possible de la réalité. La modélisation du processus fait un rappel au formalisme BPMN, Business process model and notation, introduit en 2003 et largement utilisé. La modélisation sera différente suivant l’objectif poursuivi par l’entreprise. La priorité doit être donnée aux activités cœur de métier  ou en fonction des opportunités de rénovation ou de modification des métiers. Parmi les méthodes de modélisation des processus métier, on trouve :
- UML : Unified Modeling Language, un langage de modélisation orienté objet
- BPML : Business process modeling language
- XPDL : XML Process Definition Language, un langage standard de description des processus
- BPMN : Business process model and notation, un langage normalisé de représentation des processus métiers
- OSSAD : Office support systems analysis and design, une méthode d’analyse, conception et mise en œuvre des systèmes d’information développée dans le cadre d’un projet

### Exécution
C'est la phase de mise en œuvre du BPM. Les processus sont intégrés au système d'information en faisant appel à des outils permettant la mise en œuvre de l'automatisation des processus, les fonctions de workflow, l'intégration des applications et des règles métiers. Les processus seront alors testés et déployés dans l'environnement d'exécution. Concernant les procédures d'entreprise, elles sont interprétées par un moteur d'exécution qui implémente et coordonne tous les types d'interactions entre utilisateurs, de tâches du système et de ressources informatiques.

### Suivi
Le suivi englobe la réglementation des processus individuels, de sorte que des informations sur leur état puissent être facilement vues, et des statistiques sur la performance d'un ou plusieurs processus peuvent être fournies. Un exemple de ce suivi est de pouvoir déterminer l'état d'une commande client afin que les problèmes dans son fonctionnement puissent être identifiés et corrigés. Le degré de surveillance d’une information dépend de son importance. De ce fait, la surveillance de l'activité métier (BAM) développe les outils de surveillance généralement fournis par les Business Process Management System.

### Optimisation
L'optimisation des processus reprend les étapes de modélisation et de surveillance. L’objectif est d’identifier les goulots d'étranglement potentiels ou réels et les possibilités de réaliser d'autres améliorations. l'optimisation des processus permet l'ajustement d'un processus . Les objectifs consistent à minimiser les coûts et optimiser l’efficacité. Ce procédé est souvent crucial dans la prise de décision. 
Il existe trois paramètres qui peuvent être ajustés pour atteindre une performance optimale: l'optimisation de l'équipement, les procédures d’exploitation et l'optimisation de la conduite.

### Réingénierie
La réingénierie est une phase facultative du BPM qui consiste à repenser les processus en vue d’améliorer les performances de l’entreprise. Les principaux partisans sont Michael Hammer et James Champy,. Ainsi, lorsque l'optimisation du processus ne conduit pas au résultat souhaité, il est recommandé de repenser le cycle de processus entier. Le Business Process Reengineering (BPR) est donc utilisé par les organisations pour tenter d'atteindre l'efficacité et la productivité au travail. Il s’agit donc de repenser le processus en réorganisant les différentes étapes. On réalise ainsi une étude du processus et lui apporte des modifications :
- Supprimer des étapes inutiles et couteuses
- Ajouter des étapes pour limiter les erreurs
- Permuter des étapes
- Modifier une étape

De plus, afin de renforcer la performance de l'entreprise, il est nécessaire de supprimer les causes de gaspillages. Cette analyse se rapproche de celle du lean management développée au Japon.
Selon les recommandations de Thomas Davenport, la réingénierie peut être menée en cinq étapes :
- Développer la vision des activités et des objectifs des processus
- Identifier les processus métiers à reconcevoir
- Comprendre et mesurer les processus existants
- Identifier les leviers de technologie
- Concevoir et élaborer de nouveaux processus

Malgré ses apports au sein de l’organisation la réingénierie est souvent source de licenciements massifs.

## Dimensions et actualité

### Vie pratique
De nombreuses organisations ont mis en place le Business Process Management car les managers ont compris l’importance que pouvait représenter un BPM. En effet, il permet d’améliorer la performance de l’entreprise. Toutefois, le BPM peut entrainer des conflits au sein de l’entreprise dus à la mauvaise utilisation des technologies et à la mauvaise gestion du facteur humain. Par ailleurs, une combinaison du BPM et ERP
se révèle être pour les entreprises un nouveau facteur de productivité car ces deux outils sont complémentaires dans l’optimisation du traitement de l’information

### Workflow
On appelle Workflow la modélisation et la gestion informatique  de l'ensemble des tâches à accomplir et des différents acteurs impliqués dans la réalisation d'un processus métier.